# Хетлинген
Хетлинген (нем. Hetlingen) — община в Германии, в земле Шлезвиг-Гольштейн. 
Входит в состав района Пиннеберг. Подчиняется управлению Хазельдорф.  Население составляет 1321 человек (на 31 декабря 2010 года). Занимает площадь 24,1 км².

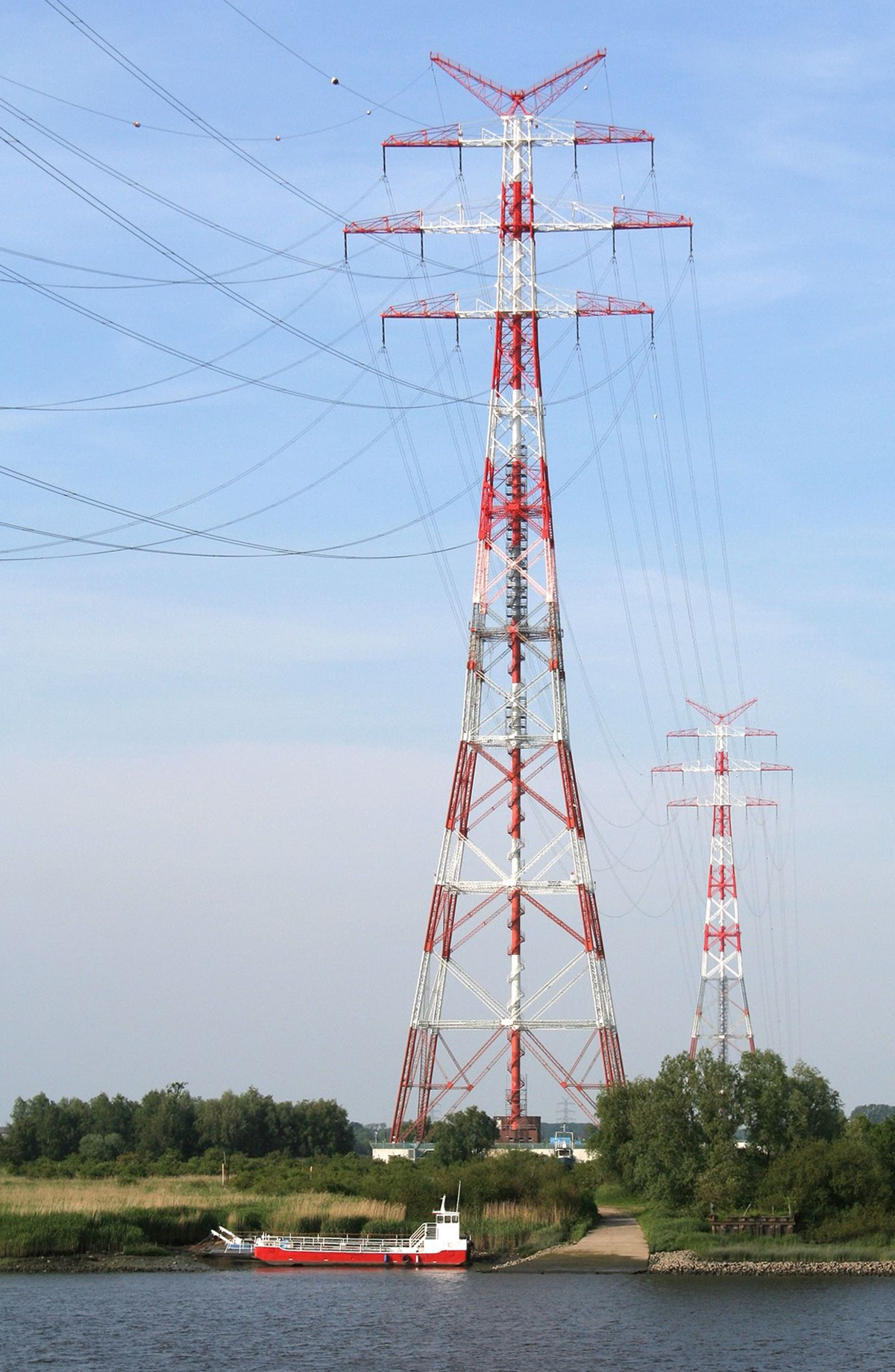
Хетлинген